# Saint-Sauveur-de-Pierrepont
Saint-Sauveur-de-Pierrepont település Franciaországban, Manche megyében. Lakosainak száma 122 fő (2022. január 1.). Saint-Sauveur-de-Pierrepont Canville-la-Rocque, Catteville, Doville, Neuville-en-Beaumont, Saint-Nicolas-de-Pierrepont, Port-Bail-sur-Mer és La Haye községekkel határos.

## Népesség
A település népessége az elmúlt években az alábbi módon változott:
| Lakosok száma | 186  | 121  | 134  | 133  | 138  | 135  | 123  | 121  | 117  | 122  |
|               | 1968 | 1990 | 2006 | 2011 | 2015 | 2016 | 2018 | 2019 | 2021 | 2022 |